# Chó Corgi xứ Wales cổ
Chó Corgi xứ Wales cổ (Cardigan Welsh Corgi) là giống chó có xuất xứ từ Anh quốc ở xứ Wales, chúng thuộc giống chó chăn gia súc và chó săn đuổi, chúng đặc biệt thích chặn các con chuột xâm nhập lãnh địa để chơi trò đuổi bắt chuột. Chúng hay cắn vào gót chân của các con gia súc, thậm chí cả người, thân thể thấp lùn của chúng, giúp chúng tránh bị gia súc đá hậu.

## Tổng quan
Có hai loại chó Corgi khác nhau, được đặt theo tên xứ Wales cổ, nơi chúng được phát hiện. Loại Pembroke Welsh Corgi là giống xưa nhất và hiện đã trở thành phổ biến, có thể là do chúng có liên quan tới Hoàng gia Anh. Đặc điểm của giống chó này là đuôi ngắn và dựng đứng, tai vểnh nhọn. Người anh em của chúng là Pembroke Welsh Corgi. Trong truyền thuyết, giống chó Pembroke Welsh Corgi được các nàng tiên dùng để đi lại. Ngày nay, chúng nổi tiếng vì là loài chó yêu thích nhất của Nữ hoàng Elizabeth đệ nhị cũng như của các thành viên hoàng tộc.
Giống Cardigan Corgi thì ngược lại đuôi dài và tai tròn hơn. Chúng trông lớn hơn và đôi chân phục phịch. Về tập tính, Pembroke Corgi có khuynh hướng năng động hơn Cardigan Corgi. Cả hai giống Corgi này đều có một quá trình lịch sử lâu dài tại xứ Wales, và chúng ta có thể truy tầm dấu vết tổ tông của chúng, ngược về thời Swedish Valhund một ngàn năm trước khi chúng bị những kẻ xâm lược Viking mang đến vùng này. Ngày nay, cả hai giống Corgi này đều tồn tại như nhau.

## Đặc điểm
Là loại chó với kích cỡ cơ thể trung bình, thân dài và chân thấp ngắn rõ rệt. Tầm vóc chúng khoảng 30,5 cm, Trọng lượng đạt 12 kg. Giống Corgi có truyền thống được dùng làm chó săn, chăn dắt gia súc lớn bằng cách chạy theo đàn gia súc và cắn vào gót chân con vật nào không chịu theo đàn, đôi lúc loại này cũng đớp chủ mình. Thân thể thấp lùn của chúng, giúp chúng tránh bị gia súc đá hậu. Có màu nâu đỏ, đen, titan, có yếm trắng hoặc không.
Hàng ngày chúng cần chạy nhảy nhiều. Tuổi thọ khoảng 15 năm. Welsh Corgi Pembroke thích chặn các con chuột dám xâm nhập lãnh địa để chơi trò đuổi bắt và hay đặt vấn đề thứ bậc. Nuôi giống chó này cần áp dụng một chế độ dinh dưỡng nghiêm ngặt vì chúng rất dễ tăng trọng, cũng cần cho tập luyện tối đa, và không cần phải dẫn chạy bộ đường dài, chúng cần hoạt động và tập luyện thường xuyên để tránh nguy cơ béo phì (béo phì ở thú cưng).

## Tính nết
Khi trở thành người bạn đồng hành với loài người, giống Corgi chứng tỏ được sự thông minh, dễ sai bảo, dễ huấn luyện. Chúng là một loài vật nuôi trung thành, trìu mến và hiền hòa. Khác với người anh em Pembroke, Cardigan Welsh Corgi có đuôi dài và rậm hơn, và chúng có thể thích nghi với cả cuộc sống nông thôn và thành phố. Tuy nhiên chúng thích trẻ con và do đó được nuôi nhiều trong các gia đình. Cần được huấn luyện nghiêm túc để giảm ương bướng.